# Canal+ Comédie
 (août 2025).
Motif : Notoriété encyclopédique ? Historique notable ?
- Archive Wikiwix
- Bing
- Cairn
- DuckDuckGo
- E. Universalis
- Gallica
- Google
- G. Books
- G. News
- G. Scholar
- Persée
- Qwant
- (zh) Baidu
- (ru) Yandex
- (wd) trouver des œuvres sur Wikidata

| 1. | Préciser le motif de la pose du bandeau. | Précisez le motif de la pose du bandeau en utilisant la syntaxe suivante : {{admissibilité à vérifier\|date=août 2025\|motif=remplacez ce texte par le motif}}                      |
| 2. | Informer les utilisateurs concernés.     | Pensez à avertir le créateur de l'article, par exemple, en insérant le code ci-dessous sur sa page de discussion : {{subst:avertissement admissibilité à vérifier\|Canal+ Comédie}} |

Canal+ Comédie est ancienne une chaîne premium dédiée à l'humour sous toutes ses formes et éditée par Canal+ International en Afrique.

## Historique
Canal+ Comédie commence à émettre le 28 août 2018 sur les canaux 5 et 25 des Bouquets Canal+. Elle est la seule chaîne entièrement consacrée à l'humour en Afrique francophone.

## Programmation
La programmation de Canal+ Comédie est alimentée avec des films et des séries humoristiques, des émissions telles que Le Parlement du rire, Piégés, et aussi des talk-shows comme The Tonight Show.

### Séries actuellement diffusées
- Access
- Mister Brau
- Chéri Coco
- Platane
- Brothers With no Game
- Les Simpson
- Very Bad Nanny

### Ancienne programmation
- The Cleveland Show
- Jamel Comedy Kids
- Barbershop Château d'eau
- Catastrophe